# Каушамби
Каушамби (англ. Kaushambi) — округ в индийском штате Уттар-Прадеш. Административный центр — город Манджханпур. Площадь округа — 1837 км². По данным всеиндийской переписи 2001 года население округа составляло 1 293 154 человека. Уровень грамотности взрослого населения составлял 69,89 %, что выше среднеиндийского уровня (59,5 %).